# Glenea albotarsalis
Glenea albotarsalis là một loài bọ cánh cứng trong họ Cerambycidae.